# Lee Ho-eung
Lee Ho-eung (hangŭl 이호응; 14 febbraio 1978) è un ex pattinatore di short track sudcoreano.

## Palmarès

### Olimpiadi
Nagano 1998: argento nella staffetta 5000 m;

### Mondiali
- Nagano 1997: oro nella staffetta 5000 m;
- Vienna 1998: argento nella staffetta 5000 m;